# Obelisco de Filas

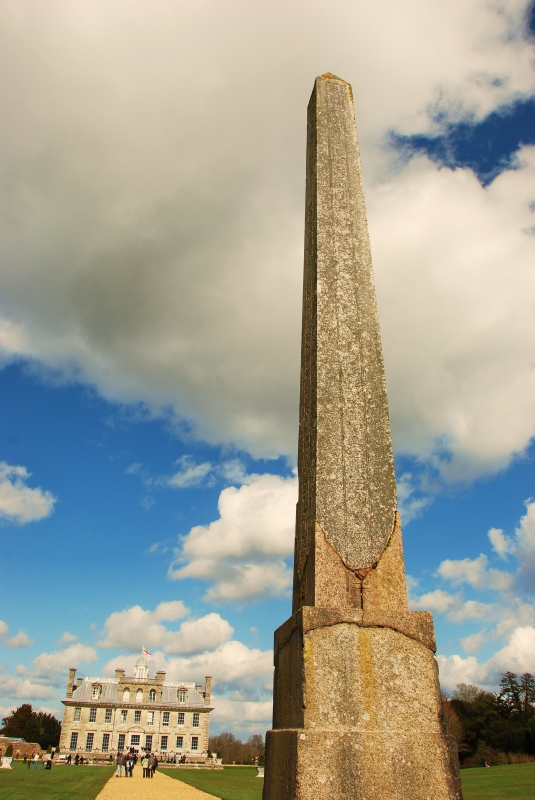
Obelisco de Filas nos jardins da mansão de Kingston Lacy, na Inglaterra

Obelisco de Filas ou File (em grego: Φιλαί; romaniz.: Philaí; em latim: Philae; em egípcio: Pilak ou P'aaleq) é um de dois obeliscos encontrados em 1815 na ilha de Filas, no Alto Egito, logo depois adquiridos pelo explorador e arqueólogo britânico William John Bankes. Ele notou haver duas inscrições nele, uma em hieróglifos e outra em grego antigo. Comparando os dois textos, apesar de um não ser a tradução do outro, ele acreditou ter reconhecido o nome de Ptolomeu e Cleópatra nos hieróglifos. Sua identificação foi depois confirmada por Jean-François Champollion e por Thomas Young e o obelisco foi útil a Champollion para posteriormente decifrar os hieróglifos egípcios da Pedra de Roseta.
As inscrições gravam uma petição dos antigos sacerdotes egípcios em Filas e a resposta favorável de Ptolemeu VIII e das rainhas Cleópatra II e Cleópatra III. Os documentos são datados de 118 ou 117 a.C.. Durante a segunda década do século XIX, Bankes transferiu o obelisco comprado em Filas para sua propriedade em Kingston Lacy, Dorset, Inglaterra. Toda a operação de transporte foi organizada pelo explorador italiano Giovanni Battista Belzoni. A propriedade de Bankes hoje pertence ao National Trust for Places of Historic Interest or Natural Beauty e o obelisco pode ser visto em seus jardins.
O obelisco, guardando sua natureza bilíngue e a metáfora da "tradução" da Pedra de Roseta, que nomeou a missão espacial Rosetta, deu o nome ao pousador robótico da espaçonave, Philae, que pousou no cometa 67P/Churyumov-Gerasimenko em 12 de novembro de 2014, o primeiro objeto artificial a pousar num cometa.